# Ameralik

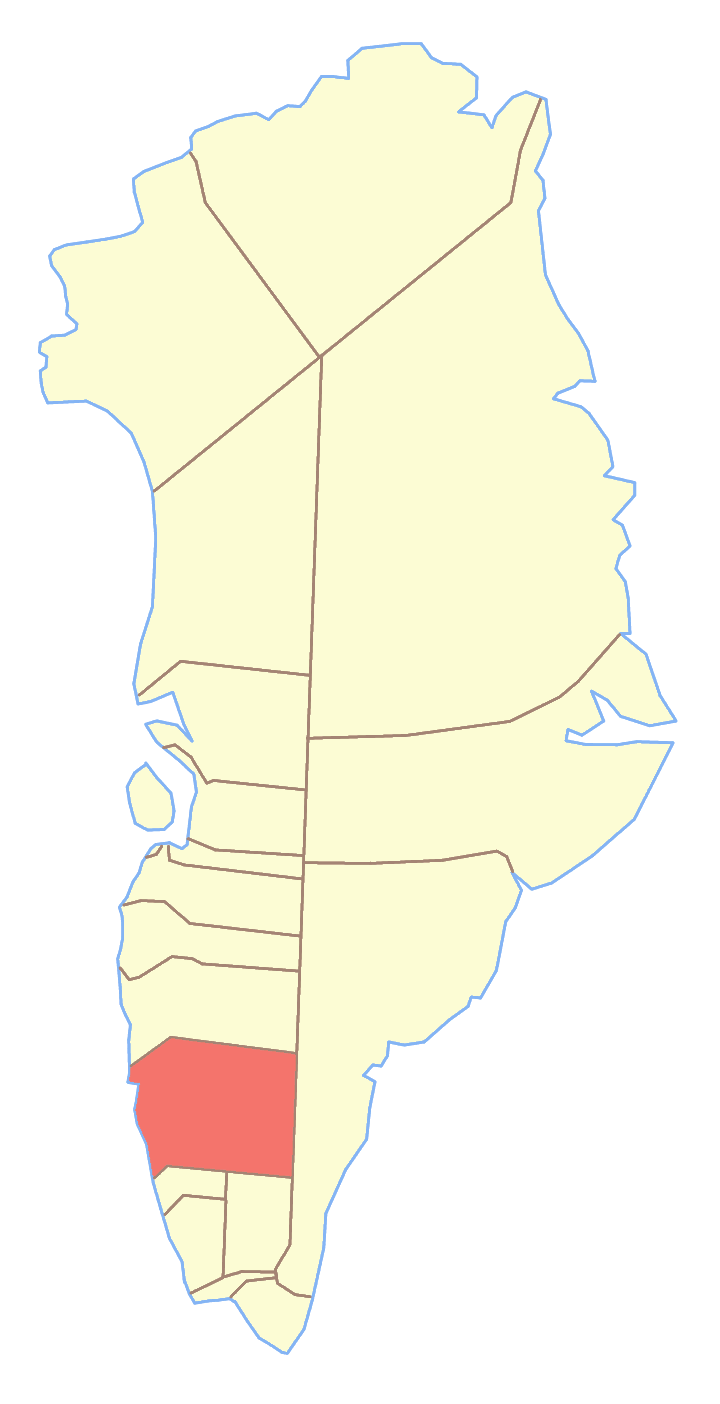
Ex comune di Nuuk, dove si trovava l'Ameralik

L'Ameralik (danese Lysefjord) è un fiordo della Groenlandia di 80 km. Si trova a 64°07'N 51°00'O; appartiene al comune di Sermersooq.